# Tälläysbeek
Tälläysbeek  (Zweeds – Fins: Tälläysoja) is een beek, die stroomt in de Zweedse  gemeente Pajala. De beek ontvangt haar water uit de Ärsönvallei en stroomt naar het oosten, rechtstreeks naar de Muonio. Ze is circa vijf kilometer lang.
Afwatering: Tälläysbeek → Muonio → Torne → Botnische Golf